# Wettiner Triebwagen
Wettiner Triebwagen waren zweiachsige Triebwagen bei Privatbahnen in Deutschland. Die nach 1945 bei der Deutschen Reichsbahn  verbliebenen Fahrzeuge wurden in die Reihe VT 135.5 eingereiht.

## Geschichte
Ihre Entwicklung wurde erforderlich, um auf kurzen Nebenbahnen den Betrieb zu rationalisieren, oder, weil die seit 1924 auf vielen Kleinbahnen eingesetzten benzolmechanischen Triebwagen von DWK auf den kurzen Strecken nicht rentabel betrieben werden konnten.
Konstruiert und hergestellt wurden sie von der Waggon- und Maschinenbau Görlitz (WUMAG) in Görlitz, ebenso bauten die Gottfried Lindner AG in Ammendorf diese Fahrzeuge.
Ihren Namen erhielten die Triebwagen, weil einer der ersten von ihnen den Personenverkehr auf der Bahnstrecke Wallwitz–Wettin aufnahm und dieses Fahrzeug eine Rationalisierungswelle bei den Kleinbahnen der Kleinbahnabteilung des Provinzialverbandes Sachsen auslöste. Sie besaßen eine dieselmechanische Antriebsanlage mit einem Mylius-Getriebe. Bei ihrer Indienststellung hatten viele keine Zug- und Stoßeinrichtung, sondern nur eine Prallplatte an der Stirnseite. Erst später wurden zur Beförderung eines Beiwagens bei allen eine Zug- und Stoßeinrichtung leichter Bauart angebaut.
Unterteilt wurden sie in die Kleinen Wettiner mit drei Seitenwandfenstern und 4,5 m Achsstand sowie in die Großen Wettiner mit vier Seitenwandfenstern und 5,8 m Achsstand. Innerhalb der Lieferungen für die unterschiedlichen Privatbahngesellschaften gab es mehrere Unterscheidungsmerkmale wie Motorleistung, Sitzplatzzahl, Raddurchmesser, Geschwindigkeit und Innenraumgestaltung, die nur bei dem entsprechenden Fahrzeug behandelt werden können. Außer den aufgeführten Wagen wurden noch einige Wagen bei anderen Gesellschaften wie der Bunzlauer Kleinbahn, der Isergebirgsbahn, den Bahnen des Kreises Deutsch Krone, der Kleinbahn Schönberg–Nikolausdorf, der Neisser Kreisbahn und der Kleinbahn Kamenz–Reichenstein eingesetzt.

## Tabellarische Darstellung derKleinen Wettiner
| Fahrzeugübersicht Kleine Wettiner  | Fahrzeugübersicht Kleine Wettiner | Fahrzeugübersicht Kleine Wettiner | Fahrzeugübersicht Kleine Wettiner | Fahrzeugübersicht Kleine Wettiner | Fahrzeugübersicht Kleine Wettiner | Fahrzeugübersicht Kleine Wettiner | Fahrzeugübersicht Kleine Wettiner | Fahrzeugübersicht Kleine Wettiner |
| ---------------------------------- | --------------------------------- | --------------------------------- | --------------------------------- | --------------------------------- | --------------------------------- | --------------------------------- | --------------------------------- | --------------------------------- |
| Bezeichnung bei Ablieferung        | Hersteller                        | Bezeichnung Provinzialverband     | Bezeichnung Deutsche Reichsbahn   | EDV-Bezeichnung DR ab 1970        | Stückzahl                         | Baujahr                           | Ausmusterung                      | Spurweite                         |
| KWW T 1                            | WUMAG                             | T 1                               | VT 135 525                        | 186 019-6                         | 1                                 | 1934                              | 1974                              | 1.435 mm                          |
| Prettin-Annaburger Kleinbahn T 1   | Lindner                           | T 5                               | VT 135 534                        | 186 023-8                         | 1                                 | 1934                              | 1975                              | 1.435 mm                          |
| Kleinbahn Schildau–Mockrehna T 1   | Lindner                           | T 8                               | VT 135 535                        | 186 024-6                         | 1                                 | 1935                              | 1973                              | 1.435 mm                          |
| Kleinbahn Osterburg–Pretzier T 2   | Lindner                           | T 4                               | VT 135 544                        | 186 032-9                         | 1                                 | 1935                              | 1971                              | 1.435 mm                          |
| Obereichsfelder Kleinbahn T 1      | WUMAG                             | T 3                               | VT 135 547                        | 186 034-5                         | 1                                 | 1935                              | 1972                              | 1.435 mm                          |
| Kleinbahn Bebitz–Alsleben T 1      | WUMAG                             | T 2                               | VT 135 549                        | 186 035-2                         | 1                                 | 1935                              | 1971                              | 1.435 mm                          |
| Kleinbahn Rennsteig–Frauenwald T 1 | Lindner                           | T 9                               | VT 135 550                        | 186 036-0                         | 1                                 | 1937                              | 1973                              | 1.435 mm                          |

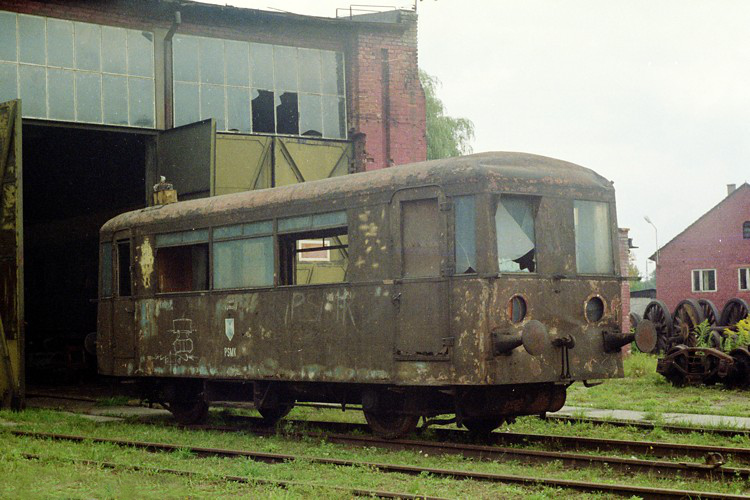
Erhaltener Kleiner Wettiner mit der Betriebsnummer SN51-02 bei den PKP im Eisenbahnmuseum Skierniewice

Außer den genannten Fahrzeugen erfolgten weitere Lieferungen an Privatbahnen.

## Konstruktive Merkmale derKleinen Wettiner
Die Triebwagen gehörten zu einer Serie für die Kleinbahnabteilung des Provinzialverbandes Sachsen, von denen die WUMAG in Görlitz 1933 die Konstruktion erstellt hatte. Daraufhin wurden von der WUMAG, Waggonbau Dessau und Lindner mehrere Fahrzeuge für diese Kleinbahnen hergestellt.
Das Untergestell und das Kastengerippe, das außen mit 1,5 mm starkem Blech verkleidet war, bestanden aus elektrisch verschweißten Baustahlprofilen. Konstruiert waren sie als Solofahrzeuge. Dafür besaßen einige Fahrzeuge anfangs keine Zug- und Stoßvorrichtung. Für den Beiwagenbetrieb wurden alle später mit leichter Zug- und Stoßeinrichtung versehen. Sie besaßen eine einlösige Bremse der Bauart Knorr, die für einen Beiwagenbetrieb vorgesehen war. Gebremst wurden die Achsen nur einseitig. Die Antriebsachse wurde im Bedarfsfall gesandet. Die Inneneinrichtung unterteilte sich in das Fahrgastabteil und die beiden Führerstände. Sie waren durch Trennwände und Drehtüren voneinander getrennt. Der Fußboden bestand aus Kiefernholz, der mit Linoleum belegt war. Über Klappen im Fußboden konnte die Maschinenanlage gewartet werden. Sie besaßen 35 gepolsterte Sitzplätze mit Armlehnen. Auf Grund der kurzen Strecken wurde auf eine Toilette verzichtet.
Angetrieben wurden sie je nach Einstellungsgebiet von dem Sechszylinder-Viertakt-Dieselmotor OM 67 von Mercedes-Benz oder dem Vierzylinder-Viertakt-Dieselmotor OM 65 vom selben Hersteller. In den 1950er Jahren wurden sie durch Motoren aus dem Kombinat Industrieverband Fahrzeugbau (IFA) ersetzt (zumeist EM 6 respektive EM 4). Die Kraftübertragung erfolgte über das Mylius-Getriebe und ein Achswendegetriebe, das mit einer Drehmomentenstütze versehen war. Beheizt wurden sie durch eine Warmwasserheizung, die so ausgelegt war, dass das Innere des Wagens bei −20 °C Außentemperatur auf +20 °C beheizt werden konnte.

## Tabellarische Darstellung derGroßen Wettiner
| Fahrzeugübersicht Große Wettiner | Fahrzeugübersicht Große Wettiner | Fahrzeugübersicht Große Wettiner | Fahrzeugübersicht Große Wettiner | Fahrzeugübersicht Große Wettiner | Fahrzeugübersicht Große Wettiner | Fahrzeugübersicht Große Wettiner | Fahrzeugübersicht Große Wettiner | Fahrzeugübersicht Große Wettiner |
| -------------------------------- | -------------------------------- | -------------------------------- | -------------------------------- | -------------------------------- | -------------------------------- | -------------------------------- | -------------------------------- | -------------------------------- |
| Bezeichnung bei Ablieferung      | Hersteller                       | Bezeichnung Provinzialverband    | Bezeichnung Deutsche Reichsbahn  | EDV-Bezeichnung DR ab 1970       | Stückzahl                        | Baujahr                          | Ausmusterung                     | Spurweite                        |
| Langensalzaer Kleinbahn T 2      | Lindner                          | T 15                             | VT 135 519                       | 186 013-9                        | 1                                | 1939                             | 1972                             | 1435 mm                          |
| Delitzscher Kleinbahn T1         | Lindner                          | T 12                             | VT 135 530                       | 186 020-4                        | 1                                | 1937                             | 1972                             | 1435 mm                          |
| Kleinbahn Ellrich–Zorge T 1      | Lindner                          | T 11                             | VT 135 533                       | 186 022-0                        | 1                                | 1937                             | 1971                             | 1435 mm                          |
| Genthiner Kleinbahn T 3          | Lindner                          | T 13                             | VT 135 540                       | 186 029-5                        | 1                                | 1939                             | 1974                             | 1435 mm                          |
| KWW T 2                          | Lindner                          | T 14                             | VT 135 541                       | 186 030-3                        | 1                                | 1939                             | 1975                             | 1435 mm                          |

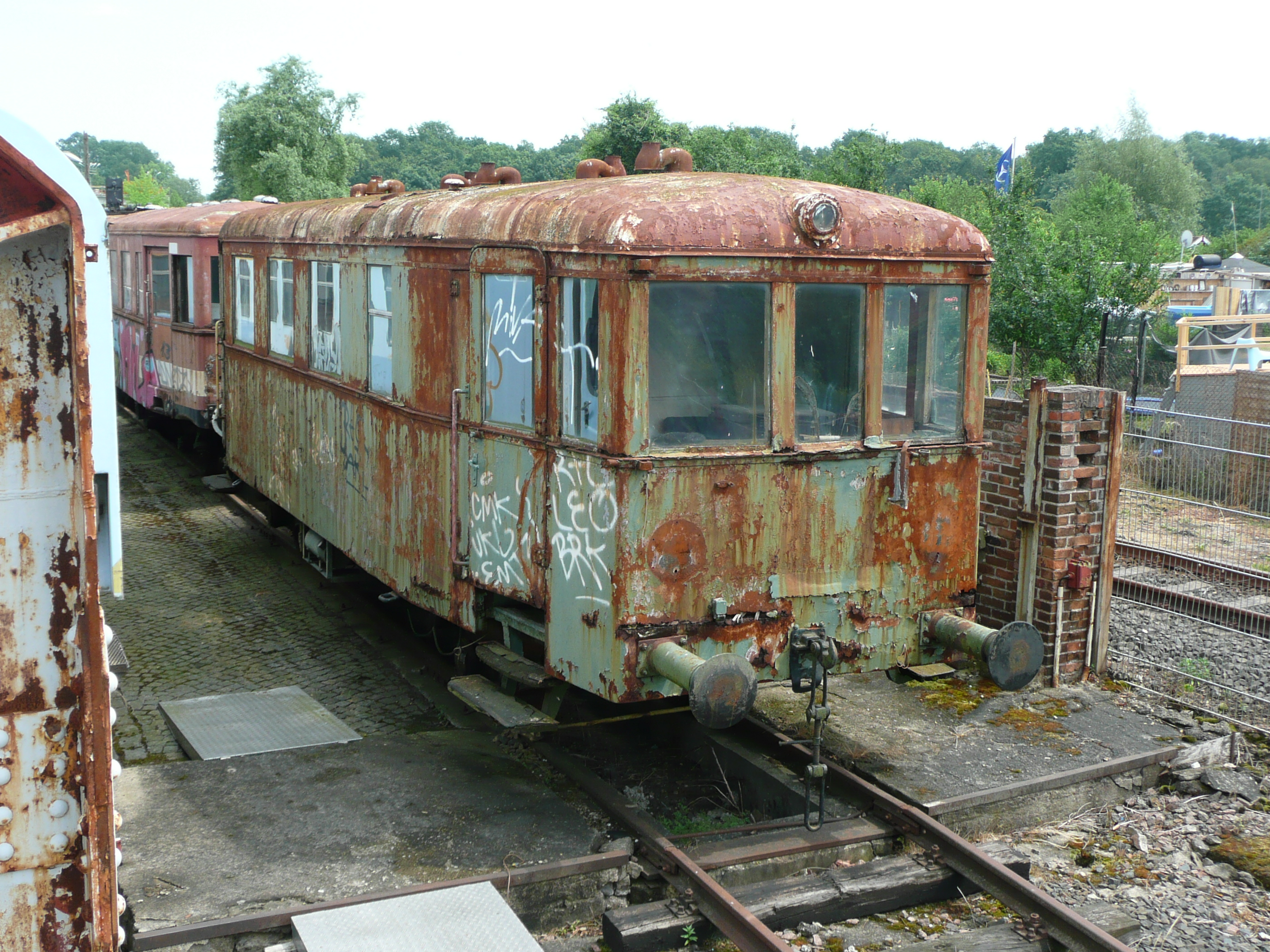
Erhaltener Großer Wettiner mit der Betriebsnummer VT 135 540 im Triebwagenmuseum Dessau

Außer diesen wurde noch eine größere Zahl von Fahrzeugen eingesetzt, etwa bei der Bunzlauer Kleinbahn und der Isergebirgsbahn.

## Konstruktive Merkmale derGroßen Wettiner
Die Großen Wettiner besitzen eine größere Länge bei größerem Achsstand. Während die Kleinen Wettiner von der WUMAG und Lindner produziert wurden, geschah die Fertigung der Großen Wettiner ausnahmslos bei Lindner. Gegenüber anderen Fahrzeugen aus derselben Epoche sind die Großen Wettiner am Achsstand von 5.800 Millimeter, den vier Seitenwandfenstern, den abgeschrägten Einstiegsräumen ohne Seitenfenster und der anderen Dachform zu unterscheiden. Sie gehen auf eine Konstruktion der WUMAG mit der Bezeichnung T 28 aus dem Jahr 1934 nach Zeichnung VT/A 3099 zurück, dieses Fahrzeug hatte einen Achsstand von sechs Metern und in den Vorräumen zusätzliche Fenster.
Bei den Großen Wettinern von Lindner fehlen die Fenster in den Vorräumen, der Achsstand ist 200 mm kürzer. Seitens der unterschiedlichen Bestellungen waren unterschiedliche technische Daten möglich. Allen Varianten gemeinsam war die Achsfolge 1A. Die Fahrzeuge der Großen Wettiner hatten im Unterschied zu den Kleinen Wettinern eine Toilette.

## Einsatz und Verbleib der Fahrzeuge

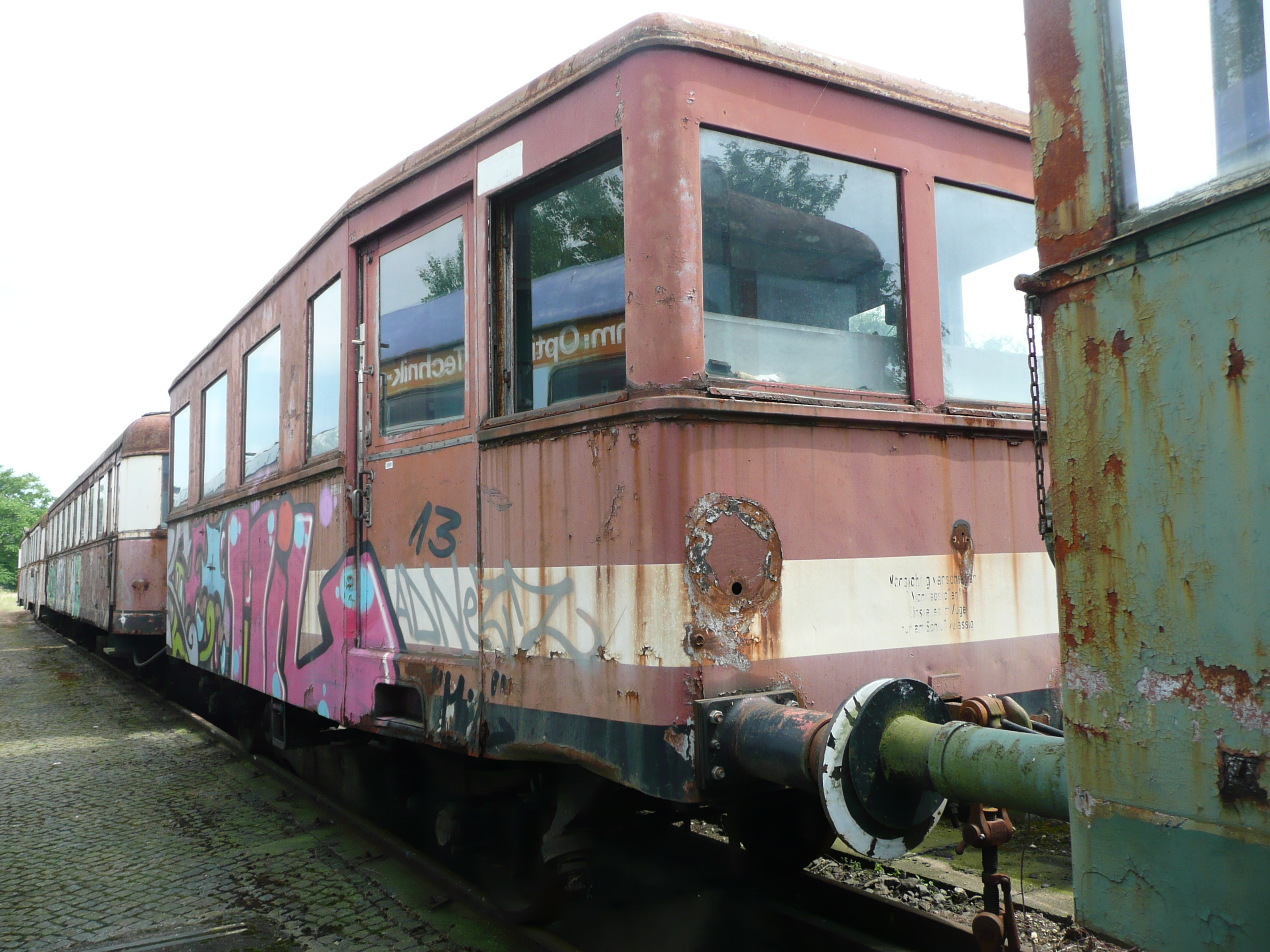
Erhaltener Beiwagen in der Größe des Großen Wettiners mit der Betriebsnummer VB 140 510 im Triebwagenmuseum Dessau

Einsatzstellen der Fahrzeuge siehe: DR-Baureihe VT 135.5
Während des Zweiten Weltkrieges wurden die Fahrzeuge auf ihren Stammstrecken weiter eingesetzt, sofern durch die Kontingentierung des Dieselkraftstoffes nicht Dampf-Ersatzzüge gefahren werden mussten. Nach 1945 wurden viele als Inspektionsfahrzeuge bei Bahnbetriebswerken, als persönliche Fahrzeuge von Präsidenten der Reichsbahndirektionen oder im Werksverkehr für Pendelfahrten von Bahnstationen zu den Werken oder auf Nebenbahnen eingesetzt. Ihre Einsatzzeit endete in der Mitte der 1970er Jahre.
Ein Triebwagen, der maßlich in die Reihe der Kleinen Wettiner einzuordnen ist, war 2010 noch in sehr desolatem Zustand im Ausbesserungswerk Česká Třebová vorhanden. Ansonsten gibt es nur noch Fotos und Modelle von den Fahrzeugen. Ein Triebwagen der Bauart Kleiner Wettiner ist im baulichen ansprechenderen Zustand im Eisenbahnmuseum Skierniewice ausgestellt. Er wurde nachweislich bei der WUMAG Görlitz produziert, Fabriknummer und erster Einsatzort sind jedoch nicht bekannt. Nach 1945 erhielt er die Bezeichnung SN51-02.
Ein Großer Wettiner, der Genthiner Kleinbahn T 3, war 2018 im schlechten Zustand im Triebwagenmuseum Dessau vorhanden. Schwesterfahrzeug der Regentalbahn im Triebwagenmuseum Dessau erhalten. Ein Beiwagen, der größenmäßig zu diesem Fahrzeug passt und auf den Strecken der Kleinbahnabteilung des Provinzialverbandes Sachsens eingesetzt war, ist mit der Betriebsnummer VB 140 510 am selben Standort vorhanden.